# 뱅상 오리올
뱅상 쥘 오리올(Vincent Jules Auriol, 1884년 8월 27일 ~ 1966년 1월 1일)은 프랑스의 정치인·변호사·언론인으로, 1947년부터 1954년까지 프랑스 제4공화국의 초대 대통령을 지냈다. 또 1946년 12월까지 임시 정부의 임시 대통령을 역임하였으며, 샤를 드 골와 함께 프랑스의 대통령을 두 번 지낸 사람 중 한 사람이다.

## 역대 선거 결과
| 선거명      | 직책명 | 대수 | 정당                          | 득표율 | 득표수 | 결과 | 당락 |
| ----------- | ------ | ---- | ----------------------------- | ------ | ------ | ---- | ---- |
| 1947년 선거 | 대통령 | 16대 | 노동자 인터내셔널 프랑스 지부 | 51.19% | 452표  | 1위  |      |